# Jakovci
Jakovci is een plaats in de gemeente Pakrac in de Kroatische provincie Požega-Slavonië. De plaats telt 5 inwoners (2001).